# Gewone haft
De gewone haft (Ephemera vulgata) is een haft uit de familie Ephemeridae. De wetenschappelijke naam van de soort is gepubliceerd in 1758 door Linnaeus in de tiende editie van Systema naturae.

## Beschrijving
Deze dieren leven als volwassen exemplaren slechts enkele uren of dagen, maar ze planten zich enorm snel voort. Dit kan voor automobilisten ergerlijk zijn, omdat de lijkjes autoruiten, alsmede het wateroppervlak van plassen geheel kunnen bedekken.

## Verspreiding en leefgebied
De soort komt voor in het Palearctisch gebied.